# Periklís Edinidis
Periklís Edinidis es un deportista griego que compite en vela en la clase Tornado. Ganó una medalla de bronce en el Campeonato Mundial de Tornado de 2021 y dos medallas en el Campeonato Europeo de Tornado, bronce en 2019 y plata en 2021.

## Palmarés internacional
| Campeonato Mundial | Campeonato Mundial | Campeonato Mundial | Campeonato Mundial |
| Año                | Lugar              | Medalla            | Clase              |
| ------------------ | ------------------ | ------------------ | ------------------ |
| 2021               | Salónica (Grecia)  | Medalla de bronce  | Tornado            |
| Campeonato Europeo |                    |                    |                    |
| Año                | Lugar              | Medalla            | Clase              |
| 2019               | Rímini (Italia)    | Medalla de bronce  | Tornado            |
| 2021               | Füssen (Alemania)  | Medalla de plata   | Tornado            |